# 线叶蕗蕨
线叶蕗蕨（学名：Hymenophyllum longissimum）也称长叶蕗蕨，为膜蕨科膜蕨属下的一个种。